# Dějiny Záhřebu

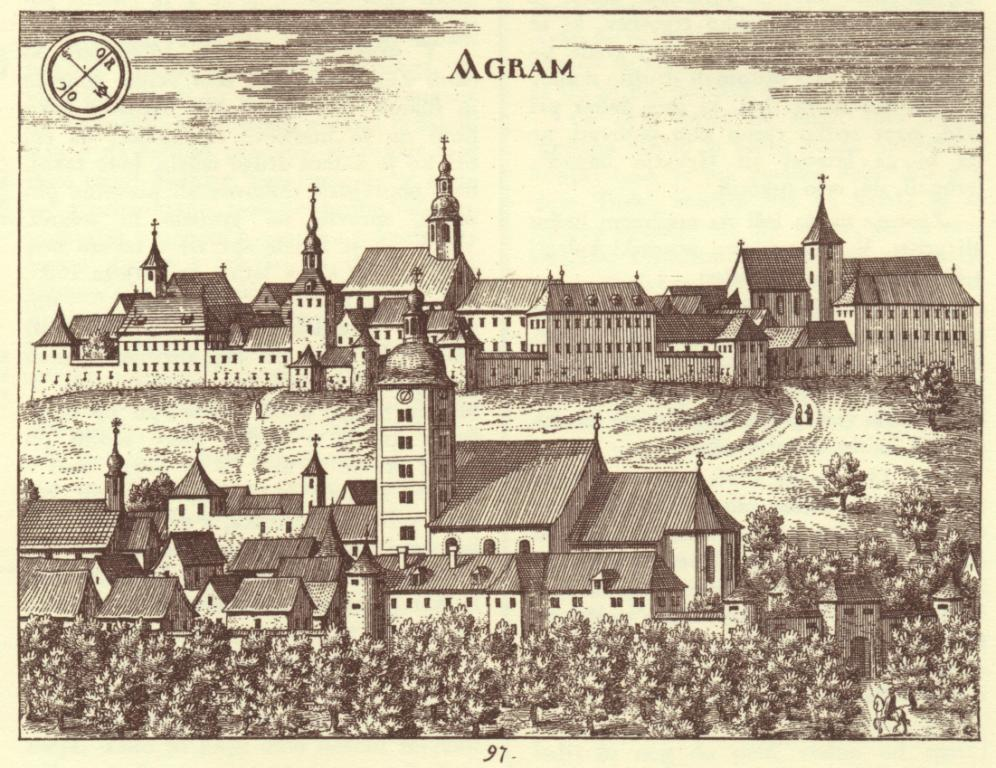
Středověká rytina Záhřebu.

Prapor města Záhřebu

Dějiny Záhřebu sahají od 11. století až do současné doby.

## Nejstraší dějiny
Na návrší v lokalitě dnešního Kaptolu, byly nalezeny zbytky náhrobků z 1. století, v blízkém Šćitarjevu se nacházela osada Andautonia.
Období stěhování národů ukončilo období s dominujícím římským vlivem. S vpádem Hunů, Ostrogótů a Langobardů do oblasti ve 4. a 6. století n. l. se Andautonie a římská správa ocitly v rozkladu. V 6. a 7. století do oblasti Záhřebu vpadli Avaři a po nich Slované, kteří nakonec oblast ovládli. Založili knížectví a asimilovali převážně romanizované původní obyvatelstvo, které přijalo slovanský jazyk a kulturu. 
Pod nadvládou Franků Slované postupně přijali křesťanství jako své náboženství a tehdy byly také položeny základy dnešního Záhřebu.

## Středověk
Vznik samotného města Záhřebu je spojen se založením biskupství na Kaptolu, které dnes tvoří historický a přibližný geografický střed samotného města. Okolo biskupského sídla se později začaly shromažďovat přístřešky různých obchodníků, čímž vznikl základ samotného města. První písemná zmínka o záhřebském biskupství pochází z roku 1134, kdy byl připomínán tehdejší uherský král Ladislav I. Svatý. Hlavním kostelem záhřebské arcidiecéze je katedrála Nanebevzetí Panny Marie, svatého Štěpána a svatého Ladislava.
Město bylo v 13. století těžce poničeno během vpádů Tatarů. Později vydal král Béla IV. zlatou bulu, ve které mimo jiné přiznal Záhřebu některá práva, včetně samosprávy města. Město však získalo povinnost vybudovat opevnění. V té době žilo v Záhřebu zhruba asi 1000 lidí. V blízkosti města bylo v prvním desetiletí 13. století budováno opevnění Medvedgrad, které se nacházelo na svazích nedalekého pohoří Medvednica. Sloužilo až do roku 1590, kdy byl hrad poničen zemětřesení. Poslední zmínka o něm pochází z roku 1642, kdy byly dochovány pouze ruiny obvodových zdí.
V roce 1257 byly dokončeny středověké hradby. Do Záhřebu bylo možné vstoupit jednou ze čtyř bran (do dnešní doby se dochovala pouze kamenná brána. V závěru 13. století je rovněž poprvé připomínáno i sídlo zemského bána, které postupem času bylo přebudováno na palác. V téže době se také na Kaptol dosídlili františkáni, kteří zde zbudovali klášter a kostel.
V druhé polovině 14. století bylo provedeno první sčítání domů a obyvtatel město. Bylo napočítáno okolo 300 domů a 2810 lidí a rovněž řemeslníci podle své profese. Kaptol i Gradec se v té době rozvíjely jako dvě samostatná města, byť hospodářské vztahy je stále nápadněji propojovaly. 
V závěru 16. století zde byl popraven vůdce legendárního chorvatského selského povstání, Matija Gubec.

## Raný novověk

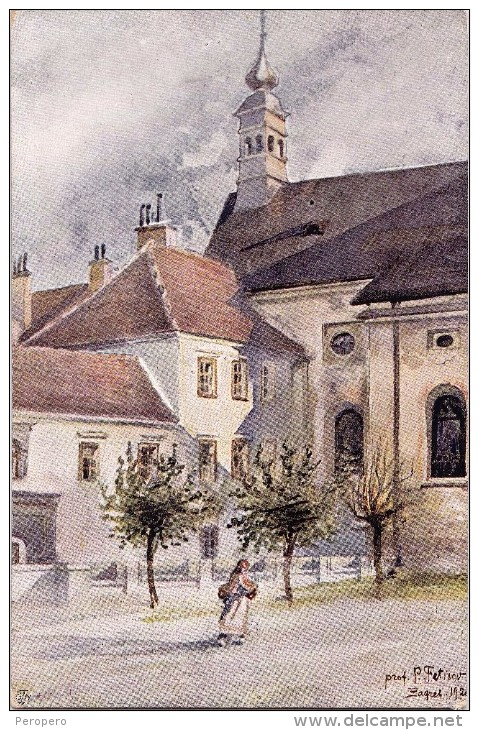
Starý Záhřeb na Fetisovově malbě.

Městské opevnění bylo rozšířeno z nařízení krále Matyáše Korvína i o Kaptol.
V 17. století získal jezuitský řád k dispozici dříve opuštěný klášter a postupně jej rozvinul do současné podoby. V roce 1607 jezuité založili vlastní gymnázium s výukou rozdělenou do šesti tříd.
V roce 1624 bylo město postiženo požárem, který zapálil blesk. Nejprve shořela dřevěná střecha místního kostela a později i biskupský palác a většina tehdejších budov. Požáry se opakovaly v letech 1645, 1674, 1706 a 1731. Škody, které požáry působily, však postupně klesaly v souvislosti s tím, že většina domů byla budována již z kamene a nikoliv ze dřeva. V centru města vznikla také řada barokních staveb.
V roce 1664 byla v Záhřebu otevřena první tiskárna.
V roce 1742 bylo v Záhřebu 560 domů s celkem 5600 obyvateli. Pod samotným Kaptolem se začala systematicky zástavba rozšiřovat od poloviny 18. století. Tehdy se centrum života města přesunulo z Horního města do prostoru dnešního centra Záhřebu. Přesunuly se tam také trhy. Ty se nově konaly v prostoru, který byl v budoucnu přestavěn jako Jelačićovo náměstí.
V roce 1750 byla otevřena první textilní manufaktura, a do několika desetiletí vznikly v dnešní chorvatské metropoli další. Až do poloviny 19. století však v ekonomické aktivitě města převažoval obchod a nikoliv výroba zboží. V roce 1776 byly po požáru Varaždinu přesunuty početné orgány státní správy, školy a soudy zpět do Záhřebu. V té době již vycházely noviny tištěné v latině a od roku 1786 vycházel i první deník v němčině, Agramer deutsche Zeitung. V závěru století mapa josefinského vojenského mapování zobrazovala Záhřeb s Horním městem a okolo něj se podél hlavních silnicích postupně rozvíjejícím i dolním. Nejednalo se v případě Dolního města ještě o souvislou zástavbu v blocích, domy mnohdy oddělovaly rozlehlé zahrady. 

## 19. století
Na začátku 19. století bylo uskutečněno historicky první sčítání lidu, z něhož vyplynulo, že tehdejší město mělo okolo sedmi tisíc obyvatel. Tento počet se však postupně zvyšoval; již o sedmnáct let později žilo v dnešní chorvatské metropoli přes devět tisíc lidí. Pravidelný provoz dostavníků jej spojoval s dalšími městy v Habsburské monarchii a v Uhrách (Vídní, Budapeští, Rijekou, Terstem apod.).
V roce 1834 byla přebudována původní budova radnice na Náměstí svatého Marka a začala sloužit jako první divadlo. První divadelní představení v chorvatském jazyce bylo nicméně odehráno až v roce 1840 a první operu od Vatroslava Lisinského v roce 1846.

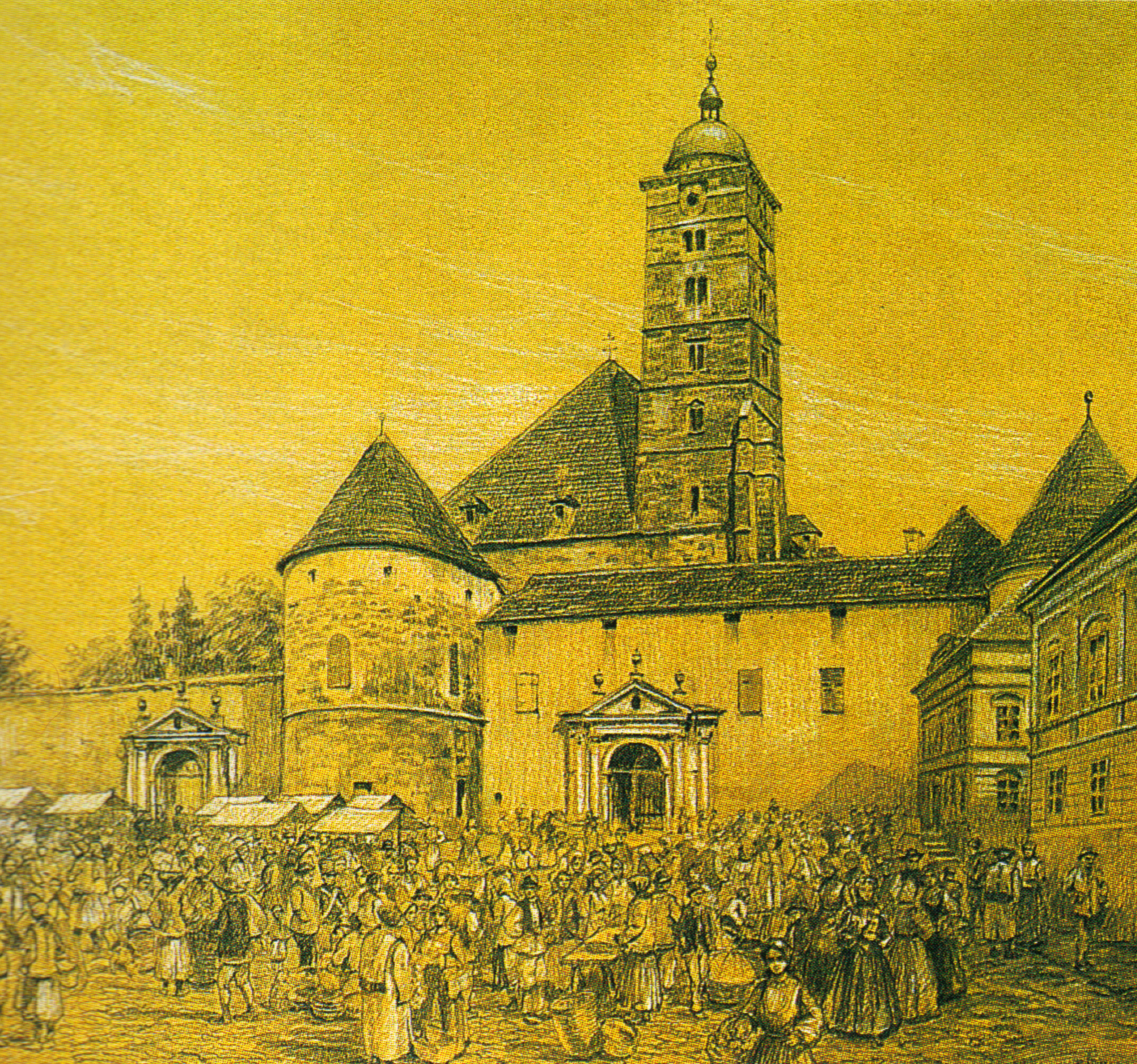
Záhřebská katedrála v polovině 19. století.

Roku 1851 byl otevřen park Maksimir, který představoval první místo tohoto typu v centru města a začátek přestavby Záhřebu do podoby moderní metropole. Původní dubový les byl upraven do anglického parku. Park měl několik louk, centrální alej, vyhlídíku a řadu umělých jezer.
V roce 1847 byl otevřen Národní dům v Opetické ulici, kde se nacházela Matica ilyrská, klíčová instituce pro chorvatské obrození, Hospodářská společnost a Národní muzeum.
Na podzim roku 1850 byla formálně císařským nařízením sjednocena jednotlivá města (Gradec, Kaptol apod.) do jednotného města. Prvním starostou po sjednocení se stal Janko Kamauf, poslední městský soudce Gradecu. Město tehdy mělo 16 036 obyvatel. Průmyslový rozvoj způsobil dramatický růst obyvatelstva a ohromnou poptávku po bydlení. Na okraji Záhřebu (na Trnji a Trešnjevaci vznikly první neplánované a divoce budované městské části, kde žili především chudí dělníci). V severní části města naopak vznikaly luxusní sídla bohatých obyvatel města, továrníků a šlechticů. Později město, především v prostoru mezi dnešním náměstím bána Josipa Jelačiće a řekou Sávou doplnila zástavba typická pro rakousko-uherská města 19. století. Veřejný prostor začal být rovněž upravován do potřeby odpovídající městu druhé poloviny 19. století. V roce 1852 tak byla např. vybudována fontána Manduševac na Jelačićově náměstí.
Roku 1862 získal Záhřeb napojení na železniční síť Habsburské monarchie. První trať dosáhla chorvatské metropole ze severozápadu, z dnešního Slovinska, z města Zidani Most a pokračovala dále do Sisaku. Díky tomu mohli Záhřebané cestovat do Vídně, Lublaně i Terstu. Dráha znamenala šanci i pro průmyslovou výrobu. Již téhož roku byla otevřena např. likérka "Pokorný". Město mělo několik nádraží, roli hlavního do té doby plnilo Západní nádraží (tehdy známé pod názvem Kolodvor Sava, Sávské nádraží). Jen o rok později byla zprovozněna trať do Karlovace směrem na jihozápad. Ze Záhřebu se tak stal železniční dopravní uzel. Výstavba hlavního nádraží přetnula původní silnici do místní části Trnje, poblíž které stál parní mlýn ještě před výstavbou nové hlavní stanice.
V roce 1863 byla otevřena městská plynárna v Gundulićově ulici, která byla v provozu až do roku 1911, kdy byla přemístěna.
Roku 1866 byla založena Jihoslovanská akademie věd a umění (JAZU), která dnes nese název Chorvatská akademie věd a umění. Ve stejný rok byla také umístěna na Jelačićovo náměstí jezdecká socha Josipa Jelačiće. Ta na místě zůstala až do roku 1946 a vrátila se opět roku 1990. Na náměstí Petra Preradoviće byl zbudován pravoslavný kostel. Dokončena byla rovněž i první synagoga (zničená roku 1941), která stála na Pražské ulici. Na přelomu 60. a 70. let 19. století žilo v Záhřebu zhruba 20 tisíc lidí.
Po Chorvatsko-uherském vyrovnání získalo Chorvatsko v rámci Rakousko-Uherska vlastní zemskou vládu, která sídlila v Záhřebu.
Roku 1871 byl vypracován první územní plán pro Dolní město. Jeho autorem byl Milan Lenucij. Hned následujícího roku byla zrealizována tzv. "zelená podkova", tedy pás parků, který se táhne dvěma směry z centra města směrem na jih. Z Terstu byly dovezeny platany, které jsou tradičním symbolem parku Zrinjevac. V témže desetiletí byl založen i známý záhřebský hřbitov Mirogoj.
V roce 1897 byla dokončena budova Archeologického muzea.
Roku 1877 získal Záhřeb plynové osvětlení. O rok později byl zprovozněn i vodovod; voda byla rozváděna z lokality v dnešní Zagorské ulici na jihozápadním okraji města. Vzhledem k rostoucí velikosti města bylo roku 1878 zrušeno číslování jednotlivých domů ve městě a zavedeno číslování podle jednotlivých ulic.
V roce 1880 poničilo město rozsáhlé zemětřesení, které si nevyžádalo sice žádné škody na životech, značně však byla poškozena řada budov. V této době žilo v Záhřebu okolo třiceti tisíc lidí. V závěru století bylo kompletně přebudováno okolí Jelačićova náměstí, které dodnes tak tvoří domy z této doby. 
Byla rovněž otevřena i tramvajová síť a lanovka. Současné hlavní nádraží bylo zprovozněno roku 1892 a jeho otevření mělo popularizovat využití elektrické energie. I další ve své době společenské, kulturní a technické novinky dosáhly chorvatského hlavního města; roku 1893 se v Záhřebu odehrálo první fotbalové utkání, o tři roky později se uskutečnilo první filmové představení. V této době byla dokončena i budova Chorvatského národního divadla (chorvatsky Hrvatsko narodno kazalište).

## 1. polovina 20. století

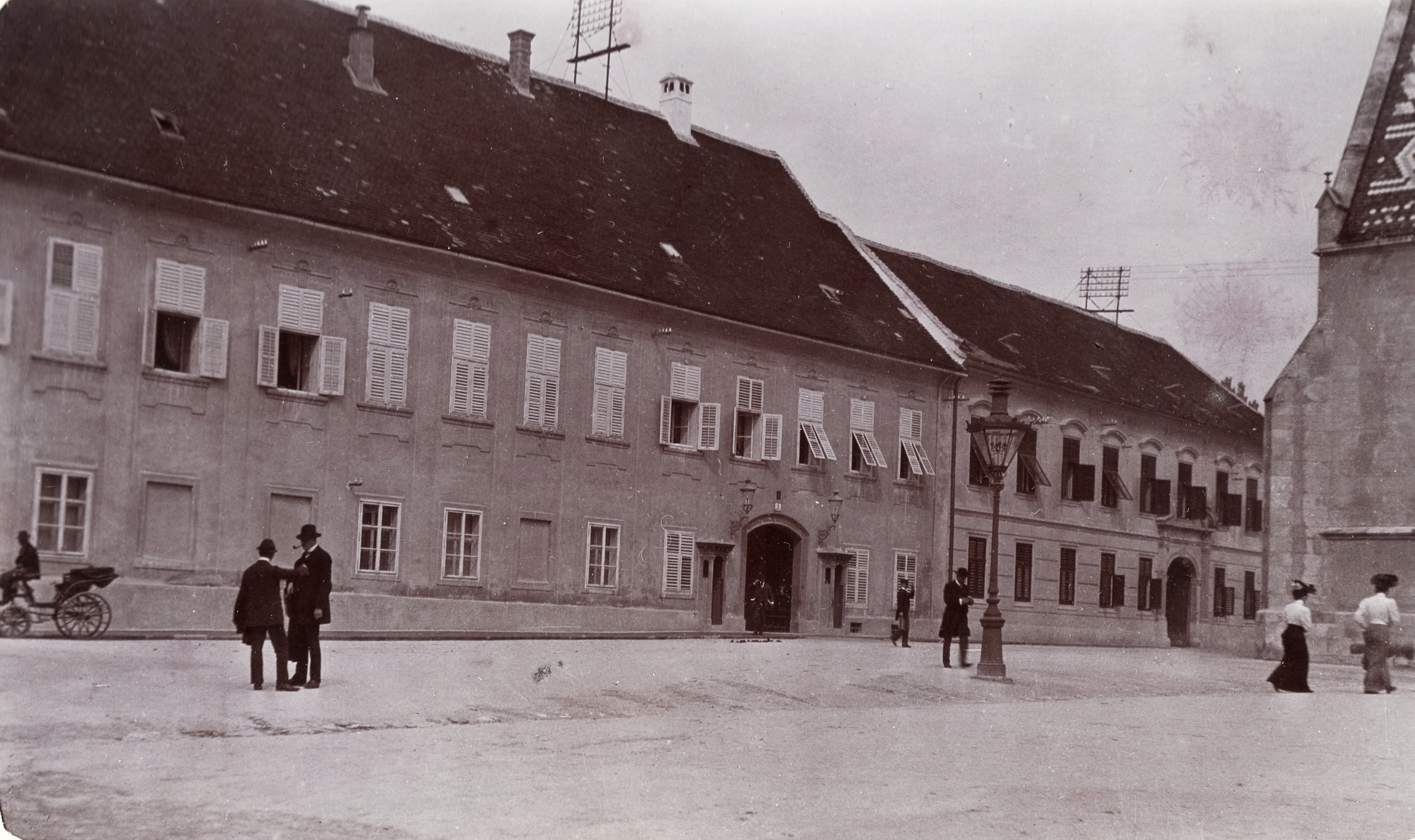
Náměstí sv. Marka v roce 1903.

Na začátku 20. století mělo město 61 002 obyvatel. V 41 různých průmyslových podnicích pracovalo 3650 lidí. Městská zástavba se kontinuálně táhla od středu města až k dnešnímu hlavnímu nádraží a dále se šířila východo-západním směrem až k dnešnímu Kvaternikovu náměstí ve východní části metropole. V roce 1906 začala veřejnosti sloužit dvě kina se stálým provozem. O rok později byla zprovozněna první elektrárna a nedlouho poté byla elektrizována i tramvajová síť. Tzv. popova věž byla přebudována na hvězdárnu. Roku 1909 se uskutečnila první velkolepá hospodářská výstava (tzv. Zagrebački zbor, předchůdce současného záhřebského veletrhu. Do vypuknutí první světové války žilo v dnešní chorvatské metropoli 83 tisíc lidí.
Ještě před vypuknutím první světové války existovalo v Záhřebu letiště.
Během čtyř let války nebylo město ohroženo přímými boji. Ani nebylo tolik postiženo válečnými útrapami, k jakým patřil např. hlad, široce rozšířený především v Německu a Předlitavsku. Záhřeb dobře těžil ze zemědělského charakteru okolní krajiny, který umožnil udržovat zásobování v celém centrálním Chorvatsku alespoň na té úrovni, aby nedocházelo k nepokojům. V Záhřebu během války nikdo na hlad nezemřel. I přesto byly v provozu kuchyně pro chudé, které se snažily zásobovat teplým jídlem. Město bylo (stejně jako v případě ostatních sídel v Rakousko-Uhersku) z počátku zasaženo všeobecnou mobilizací, která znamenala odchod cca čtyř tisíc mužů, kterých se nedostávalo v průmyslových závodech i jinde v dalších podnicích.
V roce 1914 byla ještě dokončena budova zemské nemocnice. V řadě škol a dalších institucí po celém městě byly budovány improvizované nemocnice a lazarety. Větších zařízení tohoto typu existovalo celkem osm. Do města přijížděly transporty s raněnými vojáky z nedaleké balkánské fronty. 
V roce 1918 byl v Záhřebu vyhlášen Stát Slovinců, Chorvatů a Srbů, jehož se stal na první měsíc i hlavním městem. Stát se 1. prosince 1918 spojil se Srbským královstvím a Černou Horou, čímž vzniklo Království Srbů, Chorvatů a Slovinců a později Jugoslávie. Hlavním městem tak byl nově Bělehrad, ačkoliv Záhřeb byl co do počtu obyvatel tehdy větším. Přestože nový stát byl v ekonomicky složitých poměrech a potýkal se se značnými existenčními problémy, nezbrzdilo to ekonomický rozvoj Záhřebu. V roce 1919 byla otevřena továrna společnosti Siemens, která byla později znárodněna a dnes působí jako společnost Končar. V témže roce bylo také založeno místní Etnografické muzeum. O dva roky později byl vybudován Stadion Kranjčevićeva.
Počátek 20. let 20. století byl i obdobím vzniku vysokoškolských fakult.
V 20. letech 20. století byl rovněž vybudován i hotel Esplanade, nová tržnice, zahájila provoz první radiostanice v Jihovýchodní Evropě (1924, první na území tehdejší Jugoslávie) a burzovní palác. Lidé rovněž mohli v chorvatské metropoli poprvé navštívit i zoologickou zahradu. Mezi zajímavou ukázku meziválečné architektury v chorvatské metropoli patří rovněž Meštrovićův pavilon, dokončený v druhé polovině 30. let 20. století. Roku 1929 se město stalo sídlem Sávské bánoviny, jedné z regionálních správních jednotek Království Jugoslávie. Od okamžiku vzniku Jugoslávie až do roku 1931 se počet obyvatel města zvýšil o 70 % na 185 tisíc. Město bylo v zemi druhé podle počtu obyvatel (po Záhřebu a před Suboticí.
Dne 10. dubna 1941 byl v Záhřebu vyhlášen Nezávislý stát Chorvatsko, nedlouho po rozpadu Jugoslávie v Dubnové válce. Následně byly vyhlášeny protisrbské zákony a pravoslavné obyvatelstvo bylo nuceně vystěhováno. Kvůli válce nebylo realizováno očekávané sčítání lidu a počítá se, že na začátku války v Záhřebu žilo okolo 260 tisíc lidí. V květnu 1941 se zde uskutečnila tajná porada komunistické strany Jugoslávie, která předcházela vyhlášení ozbrojeného povstání a zhodnotila porážku královské armády v dubnu. Následně i v chorvatské metropoli začali partyzáni provádět záškodnické akce, např. napadat vládní budovy a přítomnost bezpečnostních složek ustašovského státu.
Mezi únorem 1944 a březnem 1945 byl Záhřeb opakovaně bombardován spojeneckým letectvem. Hlavním cílem útoků byla vojenská zařízení, např. letiště v lokalitě Borongaj.
Město bylo osvobozeno jednotkami partyzánů dne 8. května 1945, partyzánské vojsko poté postupovalo dále na sever na území dnešního Slovinska.

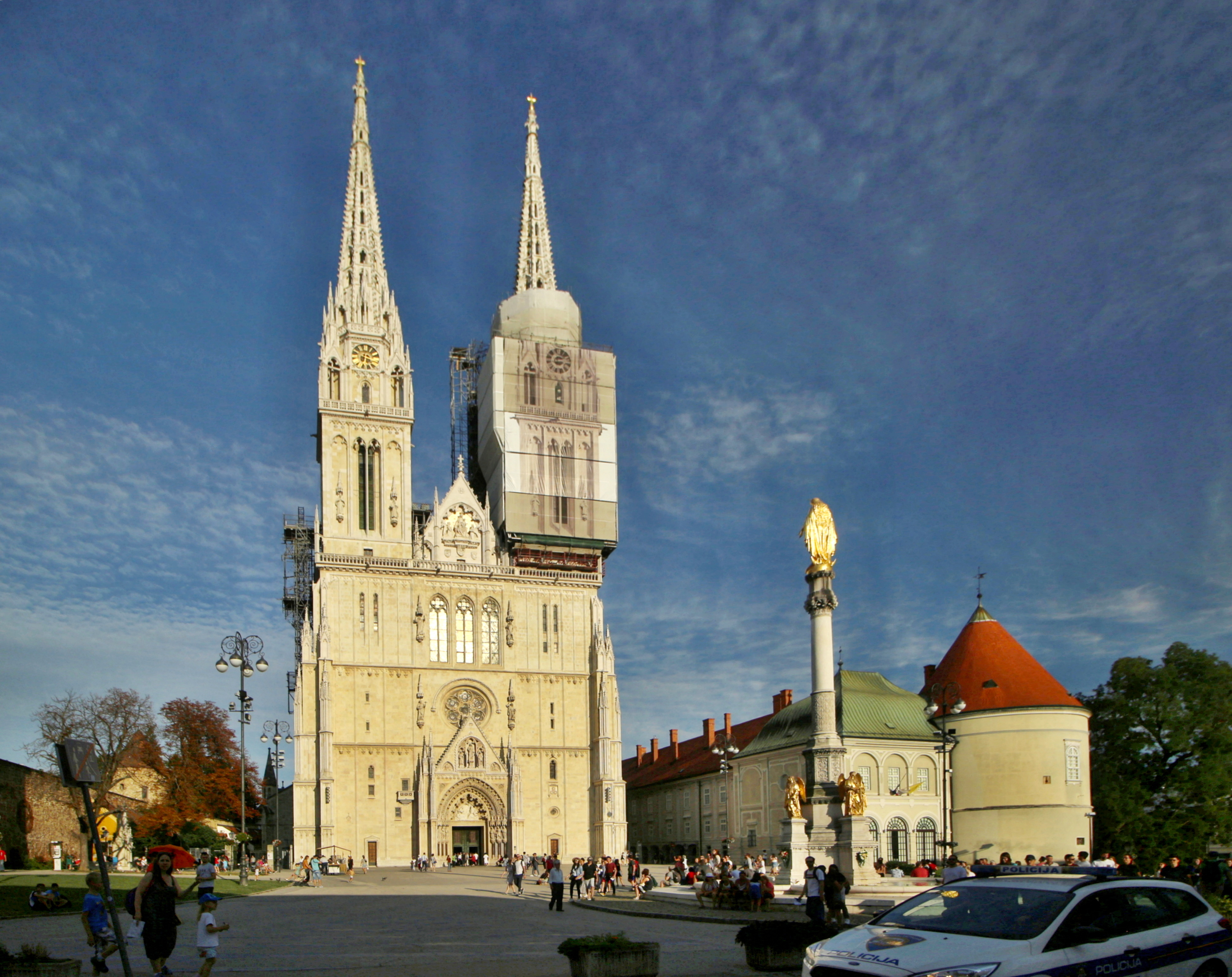
Záhřebská katedrála Nanebevzetí Panny Marie, svatého Štěpána a svatého Ladislava a Arcibiskupský palác v roce 2019.

## 2. polovina 20. století

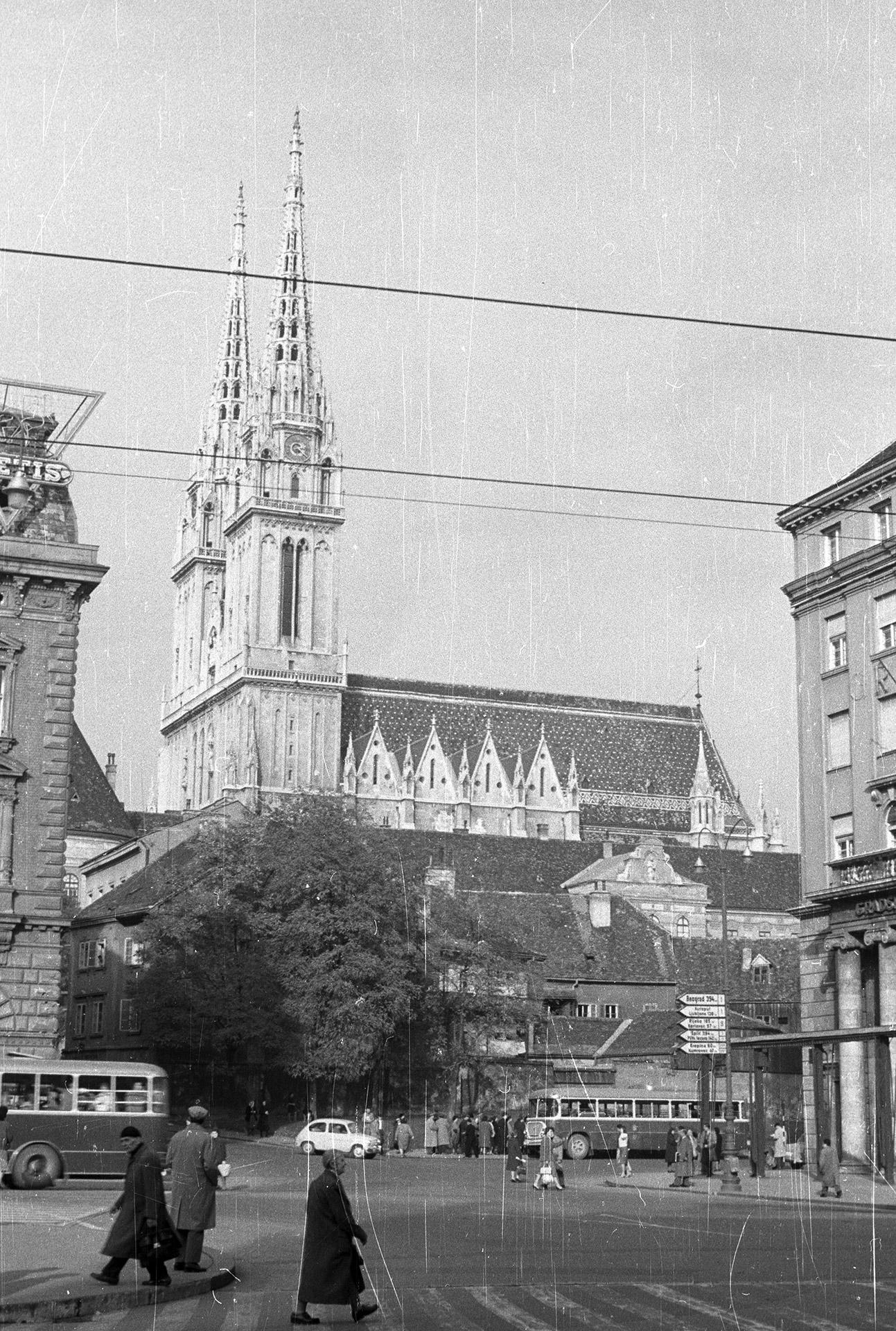
Pohled na záhřebskou katedrálu v 60. letech 20. století.

V rámci první pětiletky byl i Záhřeb industrializován, ačkoliv méně, než tomu bylo v případě méně rozvinutých jižních a východních částí Jugoslávie. Byla vybudována továrna na výrobu fotografického papíru (Fotokemika), optického skla (Ghetaldus), telefonů a příslušenství (Nikola Tesla). V roce 1950 byly k městu, které čítalo skoro tři sta tisíc obyvatel, připojena některá menší sídla v jeho okolí.
Jižně od břehu řeky Sávy bylo vyprojektováno nové sídliště. Ještě v roce 1953 v dané oblasti žilo pouhých 2000 lidí; výstavba byla zahájena roku 1957 a za několik desítek let, kdy byla tato část města dokončena, se stala domovem pro více než sto tisíc lidí. Přes řeku Sávu bylo zbudováno několik mostů. Součástí těchto sídlišť bylo i univerzitní městečko. V rámci vzniku Nového Záhřebu bylo vybudováno i moderní výstaviště, které se stalo také prvním dokončeným objektem celého urbanistického celku. Nový Záhřeb se stal jedním z největších sídlišť chorvatské metropole; nebyl však nakonec zbudován podle původního projektu; realizována byla pouze jeho část. Na počátku 60. let se zvýšil počet obyvatel města ve srovnání s meziválečným obdobím téměř trojnásobně.
Průmyslové zóny vyrostly na jihovýchodním okraji města, v prostoru mezi bývalými vesnicemi Donja Dubrava a Kozari Putevi. V roce 1956 se v Záhřebu uskutečnil jugoslávský knižní veletrh, který měl být tradičně pořádán v Bělehradě. Vzhledem k tomu, že se ale tamní výstaviště ještě stavělo, hostilo jej chorvatské hlavní město.
V roce 1964 zasáhly město povodně. Rozvodněná řeka Sáva se vylila z břehů a zaplavila okolo 60 km2 města. Během 60. let byl následně budován systém protipovodňových valů, který doplnilo i koryto Sáva–Odra, sloužící pro vylití povodňové vlny.
Od roku 1965 vysílá ze Záhřebu televize. V polovině 60. let 20. století postihly město ničivé povodně.
Na počátku 70. let bylo dominantní společenskou událostí ve městě Chorvatské jaro.
V roce 1974 bylo zprovozněno moderní letiště. V 60. letech 20. století získal Záhřeb rovněž i moderní vysokou školu s několika fakultami. Roku 1971 počet obyvatel města přesáhl půl milionu. V blízkosti hlavního nádraží došlo také k vážnému železničnímu neštěstí. V roce 1976 byla otevřena výšková budova Zagrepčanka.
Pro potřeby univerziády v roce 1987 bylo zbudováno několik sportovních areálů, např. stadion v Maksimiru, sportovní centrum na Šalatě, Dům sportů apod. Starší objekty byly zmodernizovány. V roce 1988 byla v lokalitě Dubrava otevřena nová nemocnice.
Dne 25. června 1991 byla v Záhřebu vyhlášena nezávislost Chorvatska na Jugoslávii. Následovala Chorvatská válka za nezávislost válka, při které však nebyl Záhřeb rozsáhleji poškozen, na rozdíl od jiných měst. Bombardován byl nicméně palác Bánský palác, kde sídlili političtí představitelé země. První zastupitelský úřad, který byl v nově vyhlášené republice a v jejím hlavním městě otevřen, bylo německé velvyslanectví.
V roce 2001 bylo dle sčítání lidu napočítáno 779 145 obyvatel.
V roce 2008 byla v místní části Lanište otevřena víceúčelová hala Arena Zagreb s kapacitou 16 500 míst k sezení.